# HD 162337
HD 162337 eller HR 6646 är en ensam stjärna belägen i den södra delen av stjärnbilden Paradisfågeln. Den har en skenbar magnitud av ca 6,35 och är mycket svagt synlig för blotta ögat där ljusföroreningar ej förekommer. Baserat på parallax enligt Gaia Data Release 3 på ca 3,30 mas, beräknas den befinna sig på ett avstånd på ca 989 ljusår (303 parsek) från solen. Den rör sig närmare solen med en heliocentrisk radialhastighet på ca -3 km/s. På det beräknade avståndet är stjärnans magnitud minskad med 0,45 enhet på grund av interstellärt stoft.

## Egenskaper
HD 162337 är en orange till gul jättestjärna av spektralklass K3/4 III, Den har en radie som är ca 42 solradier och utsänder energi från dess fotosfär motsvarande ca 495 gånger solen vid en effektiv temperatur av ca 4 200 K, men Gaia DR3 stjärnutvecklingsmodeller ger en större radie på 67,8 ± 1,6 solradier och en högre ljusstyrka på 1 055 ± 27 gånger solens. Stjärnan har metallunderskott med en järnmängd på 21,9 procent av solens ([Fe/H] = -0,66) och roterar för långsamt för att dess projicerade rotationshastighet ska kunna mätas exakt.